# Tilman Ridge
Tilman Ridge ist ein Gebirgskamm im ostantarktischen Viktorialand. Er bildet den nordwestlichen Seitenarm der Allan Hills.
Erkundet wurde er 1964 von einer Mannschaft, die im Rahmen des New Zealand Antarctic Research Program in den Allan Hills tätig war. Diese benannte ihn nach dem britischen Bergsteiger Bill Tilman (1898–1977) und dessen Verbindung zum neuseeländischen Geologen Noel Ewart Odell (1890–1987), nach dem der nahegelegene Odell-Gletscher benannt ist, sowie zum britischen Bergsteiger Eric Shipton (1907–1977), Namensgeber des benachbarten Shipton Ridge.